# Astra (cartier)
Astra este un cartier din municipiul Brașov

## Industrie
În cartierul Astra se află platforma industrială Roman S.A. unde se produc autocamioane.